# آندي وير
آندي وير (بالإنجليزية: Andy Weir) (16 يونيو 1972 -) هو كاتب أمريكي مشهور بروايته الأولى «المريخي» (The Martian).

## حياته ونشأته
وُلد وترعرع في كاليفورنيا لأب فيزيائي (فيزياء الجسيمات على وجه الدقة) وأم حائزة على درجة علمية في هندسة الكهرباء، تطلقا وفي عمره 8 سنوات. نشأ وير على قراءة مؤلفات الخيال العلمي الكلاسيكية لآرثر سي كلارك وإسحاق عظيموف.
بدأ العمل كمبرمج حاسوب لمختبرات Sandia الوطنية وفي عمره 15سنة، درس علوم الحاسوب في جامعة كاليفورنيا، سان دييغو لكنه لم يتخرج. وظفته شركات برمجية مثل إيه أو إل ودمق حيث عمل هناك على لعبة ووركرافت 2.
آندي يقيم في ماونتن فيو، كاليفورنيا. وبسبب فوبيا الطيران آخر طائرة كان على متنها كانت في 2007. أعلن أنه لاأدري ويعتبر نفسه ليبرالي إجتماعي ويحاول إبقاء قناعاته السياسية بعيدا عن كتاباته.

## مسيرته ومؤلفاته
بدأ وير الكتابة في الخيال العلمي في العشرينات ونشرها من خلال موقعه الإلكتروني لسنوات. The Egg أول أعماله التي جذب بها انتباه الجمهور وهي عبارة عن قصة قصيرة مكونة من عدة مقاطع فيديو من YouTube عُرضت في شريط واحد.

نال شهرة بفضل روايته الأولى المريخي، كتبها بأسلوب علمي رصين لتبدو واقعية ما أمكن، تضمنت الرواية أبحاث مستفيضة عن ميكانيكا المدارات، تاريخ المركبات الفضائية المأهولة وعلم النبات.

نشر الرواية مجانا على موقعه بشكل متسلسل وتحت طلبات القراء قام بتوفير نسخ منها على جهاز كيندل (لوحي أمازون) بسعر 99 سنت فقط فتصدرت المبيعات في قائمة الخيال العلمي. إبتاعت Crown Publishing Group حقوق النشر وأصدرتها من جديد في 2014.

وصفتها The Wall Street Journal على أنها «رواية الخيال العلمي الأكثر نقاوة منذ سنوات»، حُولت لفيلم من بطولة مات ديمون وجيسيكا شاستاين، سيصدر في الثاني من أكتوبر 2015.

وير يعمل على روايته الثانية Zhek، ستكون رواية خيال علمي تقليدية أكثر على حد وصفه.

## روابط خارجية
- آندي وير على موقع IMDb (الإنجليزية)
- آندي وير على موقع ميوزك برينز (الإنجليزية)
- آندي وير على موقع ديسكوغز (الإنجليزية)
- آندي وير على موقع قاعدة بيانات الفيلم (الإنجليزية)